# Nipinnawasee, California
Nipinnawasee, California (енгл. Nipinnawasee) насељено је место без административног статуса у америчкој савезној држави Калифорнија.

## Демографија
По попису из 2010. године број становника је 475.
| Група             | 2000.    | 2010.       |
| Белци             | 0 (0,0%) | 383 (80,6%) |
| Афроамериканци    | 0 (0,0%) | 2 (0,4%)    |
| Азијати           | 0 (0,0%) | 0 (0,0%)    |
| Хиспаноамериканци | 0 (0,0%) | 50 (10,5%)  |
| Укупно            | 0        | 475         |